# Отто Бакенкелер
Отто Бакенкелер (нім. Otto Backenköhler; 1 лютого 1892, Геттінген — 5 лютого 1967, Кіль) — німецький військово-морський діяч, адмірал крігсмаріне (1 квітня 1943). Кавалер Лицарського хреста Хреста Воєнних заслуг з мечами.

## Біографія
1 квітня 1910 року вступив у ВМФ кадетом. Закінчив військово-морське училище в Мюрвіку зі спеціальним курсом. Учасник Першої світової війни; з 1 жовтня 1912 року служив на лінійному кораблі «Вестфалія», з 17 січня 1916 року — на міноносцях. З 1 квітня 1918 року командував міноносцем. З 27 жовтня 1918 року — командир 12-ї напівфлотилії міноносців.
Після війни залишений на флоті. З 1 жовтня 1921 року — командир тендера М-138, з 8 лютого 1922 року — міноносця V-2, а з 1 квітня 1922 року — Т-196 і одночасно прапор-лейтенант 2-ї флотилії міноносців. 15 жовтня 1923 року переведений в штаб командувача флотом. З 10 листопада 1924 року — командир 4-ї торпедної напівфлотилії. З 24 вересня 1926 року — 3-й офіцер Адмірал-штабу в штабі командування флоту. З 30 вересня 1929 року — 1-й ад'ютант штабу морської станції «Нордзее», з 24 вересня 1931 року — 1-й офіцер Адмірал-штабу в штабі командувача розвідувальними силами. 11 жовтня 1933 року призначений начальником торпедної школи, одночасно і морської архітектурної школи. З 1 жовтня 1935 по 15 жовтня 1937 року командував крейсером «Кельн».
З 31 жовтня 1938 року — начальник штабу військово-морської станції «Остзее». З 24 жовтня 1939 року — начальник штабу командувача флотом. 8 серпня 1940 року переведений в Управління озброєнь ОКМ, де очолив Торпедне управління. З 9 березня 1943 року — начальник Управління озброєнь ОКМ. З 1 травня 1944 року — шеф морських озброєнь ОКМ. На завершальному етапі війни керував розробкою, виробництвом і постачанням озброєнь у ВМФ. 17 липня 1945 року інтернований союзниками і поміщений у табір для військовополонених. 10 грудня 1946 року звільнений.

## Нагороди
- Залізний хрест
  - 2-го класу (17 серпня 1915)
  - 1-го класу (27 вересня 1919)
- Авіський орден, офіцерський хрест (Португалія; 1927)
- Почесний хрест ветерана війни з мечами (1935)
- Медаль «За вислугу років у Вермахті» 4-го, 3-го, 2-го і 1-го класу (25 років; 2 жовтня 1936) — отримав 4 нагороди одночасно.
- Орден Заслуг (Угорщина), командорський хрест (20 серпня 1938)
- Іспанський хрест в сріблі (6 червня 1939)
- Орден морських заслуг (Іспанія) 3-го класу, білий дивізіон (21 серпня 1939)
- Застібка до Залізного хреста
  - 2-го класу (20 листопада 1939)
  - 1-го класу (1 грудня 1939)
- Медаль «У пам'ять 1 жовтня 1938 року» (20 грудня 1939)
- Орден Корони Італії, командорський хрест (11 березня 1941)
- Нагрудний знак флоту (22 липня 1941)
- Хрест Воєнних заслуг 2-го і 1-го класу з мечами
- Німецький хрест в сріблі (7 серпня 1943)
- Лицарський хрест Хреста Воєнних заслуг з мечами (3 січня 1945)